# Kościół św. Krzyża i św. Mikołaja w Biezdrowie
Rzymskokatolicki kościół parafialny Parafii pod wezwaniem św. Krzyża i św. Mikołaja w Biezdrowie,  w Gminie Wronki, w powiecie szamotulskim.

## Historia

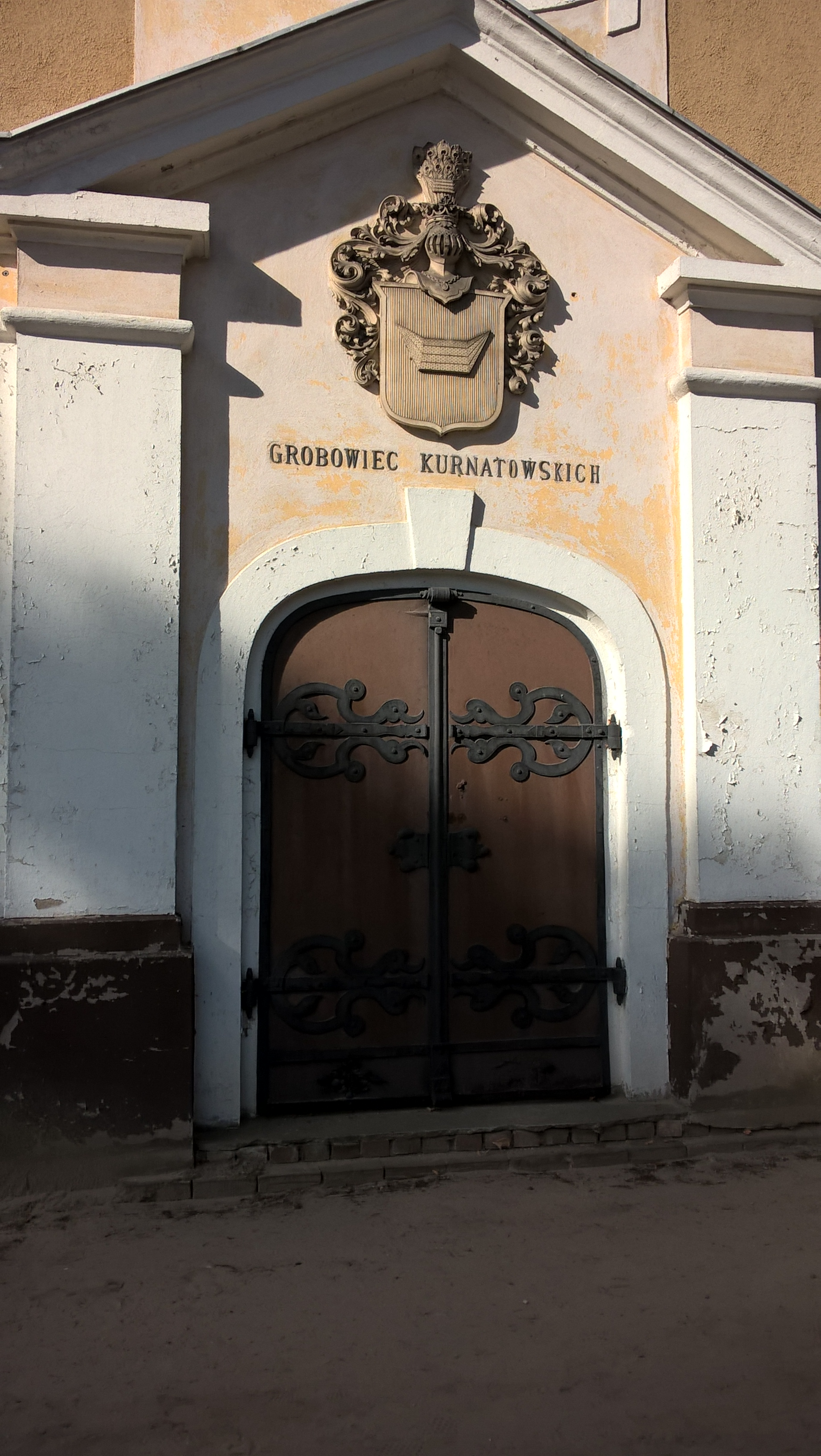
Grobowiec Kurnatowskich

Parafia w Biezdrowie erygowana była prawdopodobnie już w XII wieku, w tym czasie powstał drewniany kościół pod wezwaniem Krzyża Świętego. Na przełomie XIII i XIV wieku parafia otrzymała drugiego patrona - św. Mikołaja. Najstarsza wzmianka o kościele w Biezdrowie pochodzi z 1372 roku. W tym czasie Parafia pod wezwaniem św. Krzyża i św. Mikołaja w Biezdrowie, posiadała bardzo bogate uposażenie, a jej teren obejmował 17 wsi, z których otrzymywała dziesięciny. Parafia posiadała również na własność wieś Łężeczki z młynem, lasem i jeziorem.
Obecny kościół został zbudowany w latach 1436 - 1442, w stylu gotyckim przez Mikołaja Słupka, kanonika poznańskiego. Następnie kościół przebudowywano, a w 1641 konsekrowano. W 1784 roku za sprawą księdza Jana Morawskiego, kościół przebudowano w stylu gotyckim oraz dobudowano wieżę. W 1870 roku dokonano kolejnej przebudowy. W 1890 roku pożar  zniszczył hełm wieży kościoła. Do 1892 roku przy kościele funkcjonowała również szkoła i szpital (od XVII wieku). W latach 1898–1899 rodziny Kwileckich i Kurnatowskich ufundowały dwie kaplice po prawej i lewej stronie przy prezbiterium, na skutek czego kościół uzyskał plan krzyża. W latach 1924–1926 dokonano przebudowy prezbiterium kościoła według projektu Stefana Cybichowskiego.
W okresie II wojny światowej kościół został zamknięty, a w jego wnętrzu urządzono magazyn (w magazynie przechowywano prawdopodobnie również akta z archiwum Katedry w Gnieźnie). W 1949 roku odmalowano wnętrze kościoła, a na stropie świątyni umieszczono trzy obrazy. W 1971 roku rozebrano ambonę i balustrady, a w 1972 roku usunięto zasłony w ołtarzu głównym przy krucyfiksie i założono czerwone tło. W 1977 roku przy kościele zbudowano podest z zadaszeniem. W latach 1989–1990 odnowiono wnętrze kościoła, w 2010 roku odnowiono zadaszenia bocznych kaplic, a w 2013 roku wyremontowano wieżę kościoła.

## Architektura

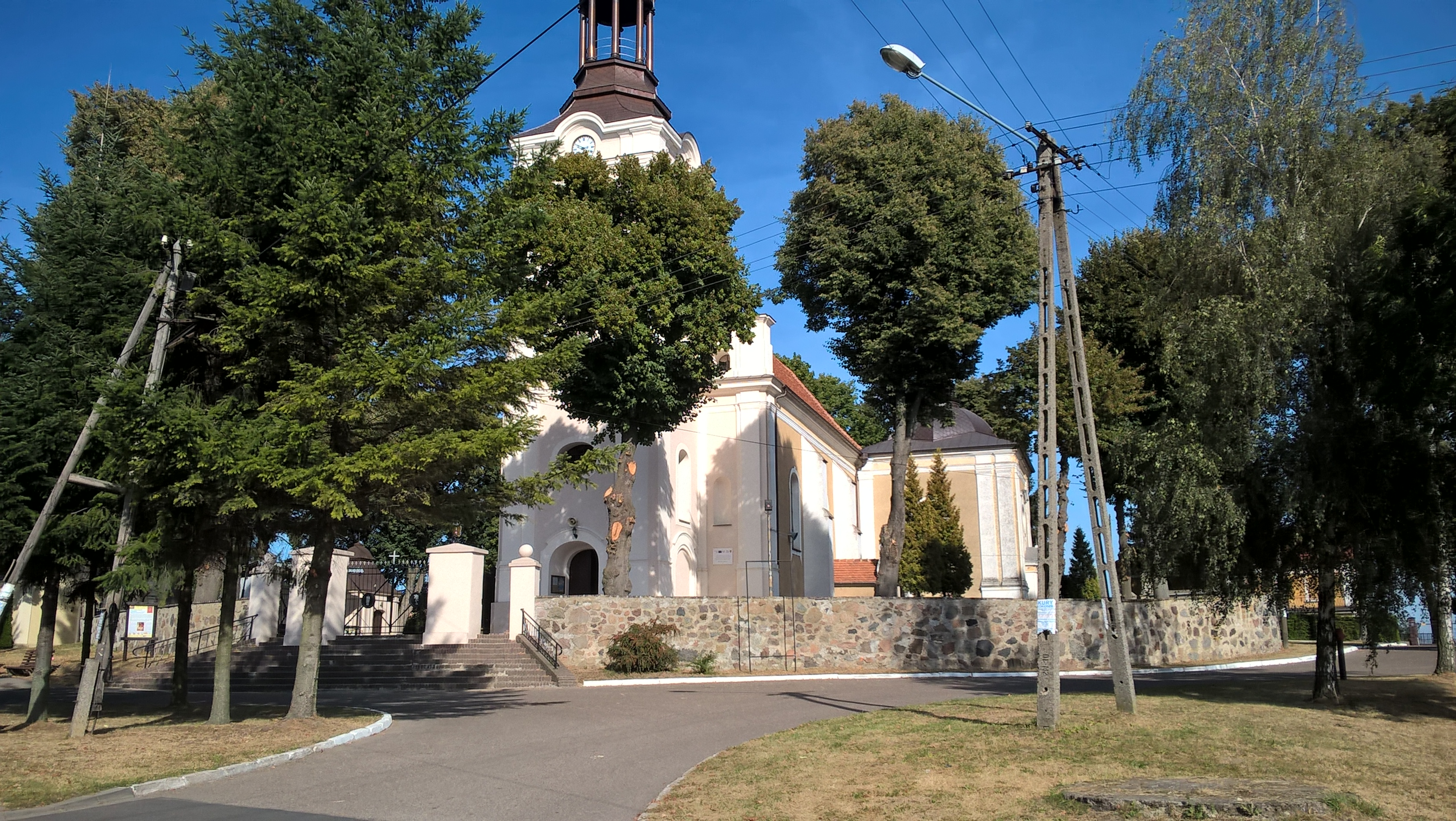
Widok od strony wieży

Obecny kościół jest jednonawowy, murowany, otynkowany i pomalowany. W stylu późnogotyckim i późnobarokowym. Od zachodu do kościoła przylega wieża z 1784 roku, od północy i południa przy prezbiterium dwie dość dużych rozmiarów kwadratowe kaplice z lat 1898 - 1899, od południa niewielka kruchta, natomiast od wschodu zakrystia z 1784 roku.
Kaplice otwarte na prezbiterium - arakadami wspartymi na czterech filarach (1926), prezbiterium zamknięte trójbocznie, ściany nawy rozdzielone pilastrami (1784), późnobarokowy chór muzyczny na dwóch filarach (odnowiony w 1926).
Wieża kościoła dwugondygnacyjna, przykryta blaszanym hełmem z latarnią, dach kościoła dwuspadowy przykryty dachówką, natomiast dachy kaplic blaszane.

## Wnętrze

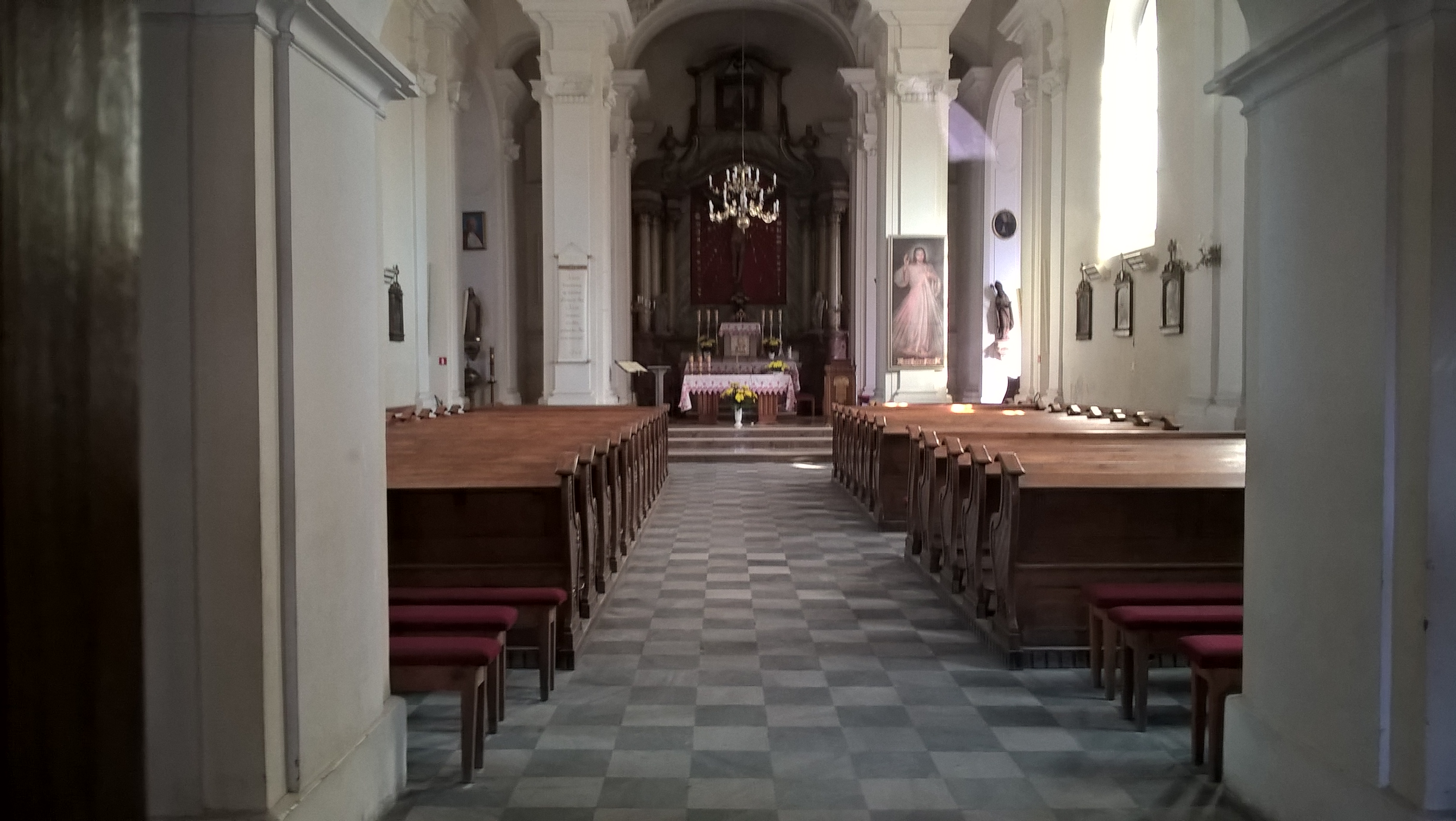
Ołtarz główny

Na stropie kościoła trzy obrazy z 1949 roku - Narodzenie Pańskie (od strony ołtarza), Triumf Krzyża (na środku kościoła) oraz Zwiastowanie Najświętszej Marii Panny (od strony chóru).
Ołtarz główny z 1900 roku z cennym krucyfiksem z drewna lipowego z pierwszej połowy XI wieku. W ołtarzu znajduje się również kilkanaście starych tabliczek wotywnych.

Po lewej stronie kaplica fundacji Kwileckich (koniec XIX wieku) z ołtarzem Świętej Rodziny, natomiast po prawej stronie kaplica fundacji Kurnatowskich (koniec XIX wieku) poświęcona świętemu Stanisławowi, obraz biskupa znajduje się w zwieńczeniu ołtarza, natomiast w centrum ołtarza umieszczono obraz Najświętszej Matki Boskiej Nieustającej Pomocy, przywieziony z Rzymu i poświęcony przez papieża Leona XIII. Pod kaplicą znajduje się grobowiec rodziny Kurnatowskich.

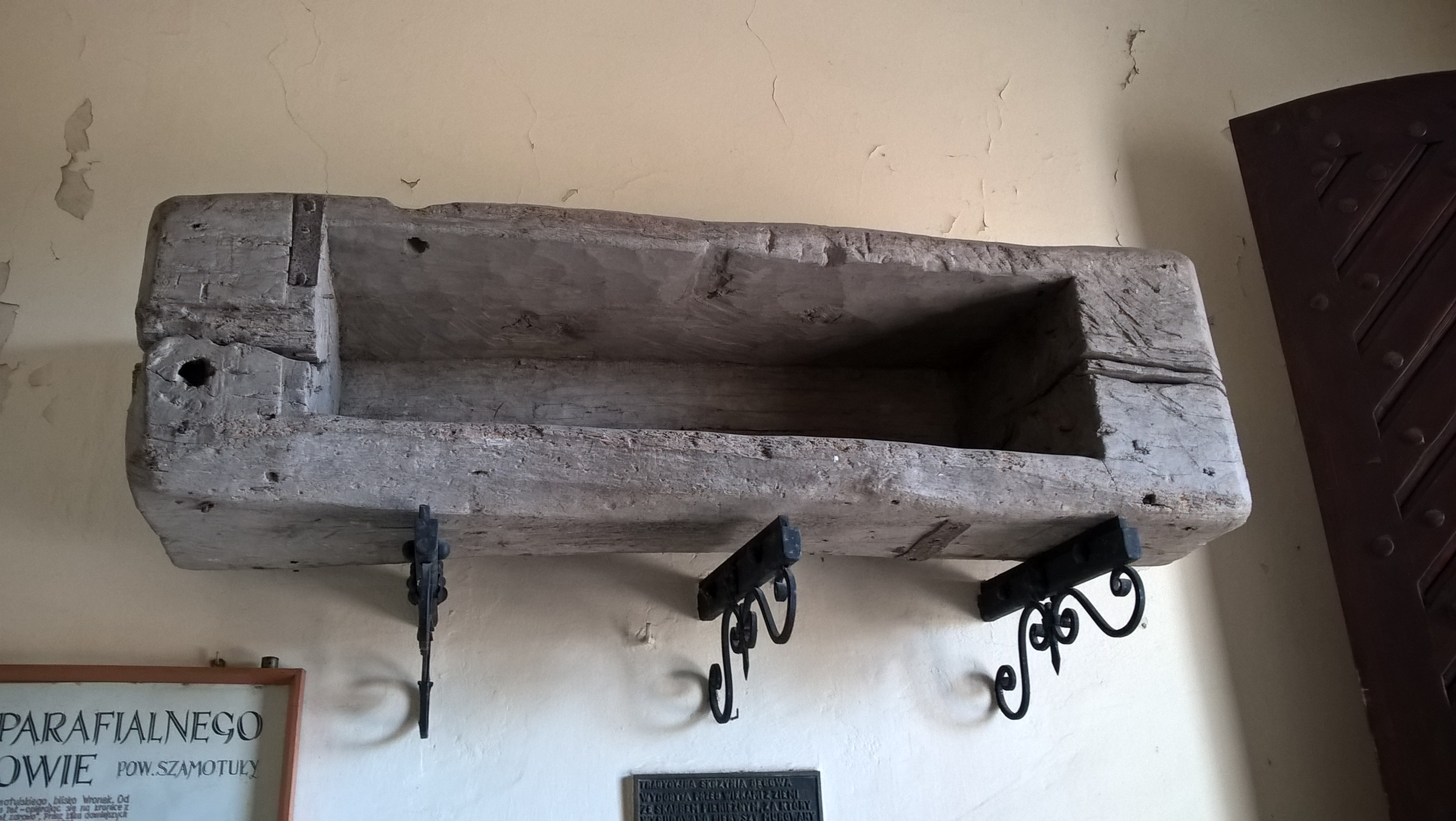
Skrzynia drewniana, w której wg legendy miał być ukryty skarb za który zbudowano kościół

Po lewej stronie nawy niezwykle cenna płyta nagrobna z 1622 roku Łukasza Bobolickiego z Bnina, i jego rodziców Stanisława Bobolickiego herbu Łodzia z Bobulczyna oraz jego żony Jadwigi Brzozogaj. Na płycie umieszczono poza opisem również płaskorzeźbę leżącego rycerza i herby Nałęcz, Łodzia, Leliwa i Jastrzębiec.
W kościele znajdują się również: obrazy z XVIII wieku - Ukrzyżowanie i św. Mikołaj oraz rzeźba św. Mikołaja również z XVIII wieku.
W wieży  znajdują się dwa późnogotyckie dzwony oraz jeden z początku XVII wieku. Natomiast w kruchcie wieżowej po prawej stronie skrzynia dębowa z żelaznymi okuciami z XVI lub XVII wieku. Po drugiej stronie, w gablocie ocalałe fragmenty krzyża przydrożnego z Pierwoszewa z XIX wieku zniszczonego przez Sołtysa niemieckiego pochodzenia w 1940 roku.
W kościele ponadto wiele innych cennych przedmiotów, między innymi srebrny, wczesnobarokowy kielich z 1655 roku, monstrancja z 1817 roku i puszka z XVII wieku.

## Otoczenie kościoła
Przy kościele znajdują się:
- plebania (koniec XVIII wieku),
- dom parafialny (około 1900),
- kostnica (przełom XIX i XX wieku),
- brama i mur kościelny (XVIII wiek),
- cmentarz parafialny (założony w II poł. XIX wieku),
- brama cmentarza parafialnego (XVIII wiek),
- cmentarz przykościelny (założony w XIV wieku)[5].

## Legendy i historie związane z kościołem

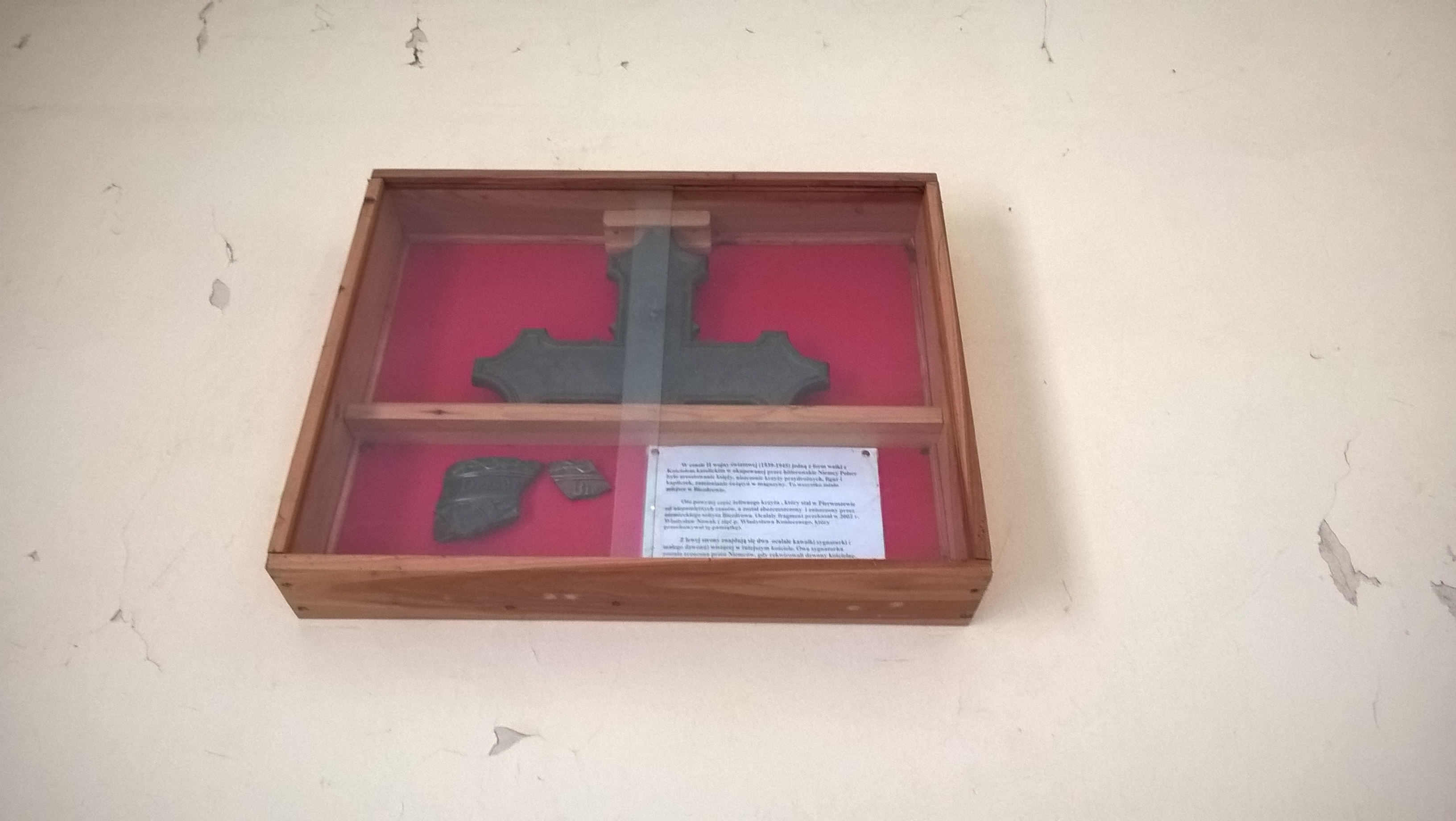
Fragmenty krzyża

Krzyż z Pierwoszewa - prawdziwa historia
W Pierwoszewie, prawdopodobnie w XIX wieku, przy jednej z dróg do Biezdorowa zbudowano kapliczkę - krzyż żeliwny na ceglanym cokole. W 1940 roku sołtysem w Biezdowie był człowiek niemieckiego pochodzenia, przesiedlony z rodziną z innego miasta, nakazał robotnik rozebrać kapliczkę, a z pozyskanej cegły chciał zbudować ubikację. Polacy po tym jak ów sołtys się oddalił rozbili cegłę na gruz, gdy wrócił zdenerowany tym co zobaczył połamał żeliwny krzyż na dwie części, jeden z polaków zabrał górną część krzyża, która od 2002 roku znajduje się w kościele w Biezdrowie.
Legenda o skarbie
Według legendy kościół został wybudowany ze środków pochodzących ze znalezionego skarbu. Właściciel dóbr biezdrowskich Pan Bobolicki oraz miejscowy ksiądz przez kilka nocy mieli śnić to samo, że dziedzic Bobolicki objeżdża okolice i pewnym momencie jego koń grzęźnie. Nie dało im to spokoju, pan objechał swoje dobra, a na granicy Nowej Wsi i Biezdrowa koń ugrzęzł. Pan kazał odkopać to miejsce i znaleziono skrzynię dębową wypełnioną złotem i srebrem, za które dziedzic ufundował kościół.